# Benthocometes robustus
Benthocometes robustus е вид лъчеперка от семейство Ophidiidae. Видът не е застрашен от изчезване.

## Разпространение
Разпространен е в Албания, Бразилия, Венецуела, Гърция, Западна Сахара, Испания (Балеарски острови и Канарски острови), Италия (Сардиния и Сицилия), Кипър, Куба, Малта, Никарагуа, Панама, САЩ, Словения, Сърбия, Тунис, Хондурас, Черна гора и Ямайка.